# Grinea
Grinea o Grinèon (grec antic: Γρύνιον o Γρύνεια, en llatí: Grynaeum, Grynea, Grynia o Grynium) era una de les ciutats de l'Eòlia, situada a la badia d'Elea, a uns 70 estadis (8 km.) d'Elea i a uns 40 estadis de Mirina. En un principi era una ciutat independent, però més endavant es va sotmetre a Mirina.
Estava consagrada a l'Apol·lo Grineu, i tenia un santuari dedicat a aquest deu amb un antic oracle i un temple esplèndid de marbre blanc, segons que diu Heròdot. Xenofont diu que al seu temps la ciutat estava en mans de Gòngil d'Erètria. Alcibíades va cobrar tribut d'una ciutat anomenada la fortalesa de Grínion de Frígia, que potser correspondria a Grinea. L'any 334 aC la va conquerir per assalt el general macedoni Parmenió, que va vendre els seus habitants com a esclaus. Després de la conquesta macedònia la ciutat va entrar en decadència. Les seves restes són a prop de la moderna ciutat de Yeni Şakran.